# Medborgarplatsen (metropolitana di Stoccolma)
Medborgarplatsen è una stazione della metropolitana di Stoccolma.
È posizionata sull'isola di Södermalm, in prossimità dell'omonima piazza e sotto al viale Götgatan. 
Sulla linea verde della rete metroviaria cittadina la fermata è collocata fra le stazioni Slussen e Skanstull.
La stazione di Medborgarplatsen fu inaugurata il 1º ottobre 1933 sotto il nome di Södra Bantorget, denominazione mantenuta fino all'anno 1944 quando divenne operativa con l'attuale nome: tuttavia fu convertita in stazione della metropolitana solo a partire dal 1º ottobre 1950 (lo stesso anno in cui venne ufficialmente aperta la metropolitana di Stoccolma) poiché fino ad allora il transito era destinato ad una ferrovia sotterranea.
Medborgarplatsen è accessibile da due ingressi distinti, uno dal viale Folkungagatan e uno dal parco Björns trädgård aperto il 29 novembre 1995. Gli interni della stazione, decorati da Gunnar Söderström (1979) e Mari Pårup (1997), sono prevalentemente composti da piastrelle di colore giallo già presenti sin dagli anni '30. La piattaforma ed i binari sono localizzati a circa 18 metri sotto il livello del suolo.
Durante un normale giorno feriale, la stazione è impiegata in media da circa 22.200 persone.

## Tempi di percorrenza
| Linea | Capolinea       | Tempo  | Stazione                       | Tempo             |
| T17   | Åkeshov         | 26 min | Slussen Gamla stan T-Centralen | 1 min 2 min 6 min |
| T17   | Skarpnäck       | 15 min | Slussen Gamla stan T-Centralen | 1 min 2 min 6 min |
| T18   | Alvik           | 19 min | Slussen Gamla stan T-Centralen | 1 min 2 min 6 min |
| T18   | Farsta strand   | 20 min | Slussen Gamla stan T-Centralen | 1 min 2 min 6 min |
| T19   | Hässelby strand | 38 min | Slussen Gamla stan T-Centralen | 1 min 2 min 6 min |
| T19   | Hagsätra        | 19 min | Slussen Gamla stan T-Centralen | 1 min 2 min 6 min |